# Chrysops semiignitus
Chrysops semiignitus är en tvåvingeart som beskrevs av Krober 1930. Chrysops semiignitus ingår i släktet Chrysops och familjen bromsar. Inga underarter finns listade i Catalogue of Life.